# Union patriotique (Liechtenstein)
Pour les articles homonymes, voir Union patriotique et VU.
L'Union patriotique (en allemand : Vaterländische Union ; abrégé en VU) est un parti politique libéral-conservateur du Liechtenstein.

## Historique
Les racines de l'Union patriotique remontent à février 1918, lorsque le Parti populaire chrétien-social, d'orientation chrétienne-sociale, est fondé (l'un de ses fondateurs était l'homme politique Wilhelm Beck) ; ce parti a été le moteur des réformes politiques et sociales qu'a connues le Liechtenstein au début du XXe siècle.
L'Union patriotique est créé le 5 janvier 1936 par la fusion entre le Parti populaire chrétien-social et le Service liechtensteinois pour la patrie (LHD), petit parti imprégné par le national-socialisme, après un rapprochement opéré dès 1935 sous la forme d'une alliance politique nommée l'Opposition nationale.
Ce parti se considère comme un parti des travailleurs, qui s'engage pour plus de droits populaires, de sécurité sociale, de solidarité dans la société, mais aussi pour une économie forte et diversifiée. Les valeurs de liberté, durabilité et solidarité ont été adoptées en 2004 comme buts du parti.
L'Union patriotique a disposé de 1970 à 1974 et de 1978 à 2001 de la majorité absolue au Landtag, le parlement du Liechtenstein. En 2005, elle a atteint son plancher historique en n'obtenant que 10 des 25 sièges. 
Depuis 2021, trois des cinq membres du gouvernement du pays sont issus de ses rangs.

Ancien logo jusqu'en août 2024

## Liste des présidents
| Durée     | Président           |
| --------- | ------------------- |
| 1936–1965 | Otto Schaedler      |
| 1965–1974 | Franz Nägele        |
| 1974–1992 | Otto Hasler         |
| 1992–2001 | Oswald Kranz        |
| 2001–2005 | Heinz Frommelt      |
| 2005–2011 | Adolf Heeb          |
| 2011–2015 | Jakob Büchel        |
| 2015–2021 | Günther Fritz       |
| 2021–     | Thomas Zwiefelhofer |

## Résultats électoraux

### Élections législatives
Note : à partir des élections de 1974, à la suite d'un référendum les électeurs ont la possibilité de choisir non plus un seul candidat - et ainsi la liste du parti pour lequel ils souhaitent voter -, mais autant de candidats au sein de cette liste qu'il y a de sièges à pourvoir dans leur circonscription. L'ensemble des voix en faveur des candidats d'un parti sont comptabilisés comme suffrages pour ce parti, ce qui porte leur nombre à un total bien supérieur au nombre d'électeurs.
| Élection | Voix   | %     | Sièges  | Gouvernement |
| -------- | ------ | ----- | ------- | ------------ |
| 1936     |        |       | 4 / 15  | Opposition   |
| 1939     | -      | -     | 7 / 15  | FBP - VU     |
| 1945     | 1 285  | 45,4  | 7 / 15  | FBP - VU     |
| 1949     | 1 383  | 47,1  | 7 / 15  | FBP - VU     |
| 02/1953  | 1 229  | 42,6  | 7 / 15  | FBP - VU     |
| 06/1953  | 1 541  | 49,6  | 7 / 15  | FBP - VU     |
| 1957     | 1 537  | 47,6  | 7 / 15  | FBP - VU     |
| 1958     | 1 537  | 45,5  | 6 / 15  | FBP - VU     |
| 1962     | 1 448  | 42,7  | 7 / 15  | FBP - VU     |
| 1966     | 1 581  | 42,8  | 7 / 15  | FBP - VU     |
| 1970     | 2 008  | 49,6  | 8 / 15  | VU - FBP     |
| 1974     | 12 756 | 48,5  | 7 / 15  | FBP - VU     |
| 1978     | 18 244 | 49,2  | 8 / 15  | FBP - VU     |
| 1982     | 20 997 | 53,5  | 8 / 15  | FBP - VU     |
| 1986     | 46 793 | 50,2  | 8 / 15  | VU - FBP     |
| 1989     | 75 417 | 47,2  | 13 / 25 | VU - FBP     |
| 02/1993  | 73 217 | 45,4  | 11 / 25 | FBP - VU     |
| 10/1993  | 78 898 | 50,1  | 13 / 25 | VU - FBP     |
| 1997     | 82 786 | 49,2  | 13 / 25 | Majorité     |
| 2001     | 76 402 | 41,1  | 11 / 25 | Opposition   |
| 2005     | 74 162 | 38,2  | 10 / 25 | FBP - VU     |
| 2009     | 95 219 | 47,6  | 13 / 25 | VU - FBP     |
| 2013     | 65 119 | 33,5  | 8 / 25  | FBP - VU     |
| 2017     | 65 742 | 33,7  | 8 / 25  | FBP - VU     |
| 2021     | 72 386 | 35,88 | 10 / 25 | VU - FBP     |
| 2025     | 79 478 | 38,32 | 10 / 25 | VU - FBP     |

### Élections municipales
| Élection | Voix   | %     | Conseillers | Bourgmestres |
| -------- | ------ | ----- | ----------- | ------------ |
| 1975     | 20 909 | 48,9  | 54 / 115    | 4 / 11       |
| 1979     | 26 106 | 46,8  | 53 / 115    | 3 / 11       |
| 1983     | 29 509 | 47,2  | 52 / 117    | 4 / 11       |
| 1987     | 53 806 | 46,8  | 54 / 117    | 4 / 11       |
| 1991     | 53 354 | 45,6  | 53 / 117    | 5 / 11       |
| 1995     | 58 290 | 46,1  | 56 / 121    | 7 / 11       |
| 1999     | 59 952 | 47,1  | 51 / 117    | 6 / 11       |
| 2003     | 62 229 | 45,2  | 52 / 117    | 5 / 11       |
| 2007     | 62 529 | 44,3  | 52 / 117    | 4 / 11       |
| 2011     | 70 399 | 45,9  | 52 / 117    | 6 / 11       |
| 2015     | 59 398 | 39,0  | 51 / 115    | 5 / 11       |
| 2019     | 60 739 | 42,2  | 50 / 115    | 4 / 11       |
| 2023     | 65 766 | 44,90 | 51 / 115    | 8 / 11       |